# Ги II де Боже

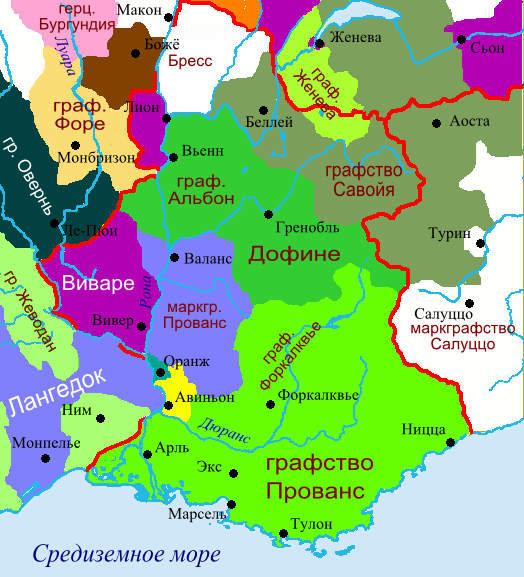
Сеньория Бресс на карте Нижней Бургундии

Ги II де Боже (фр. Guy II de Baugé; ум. между 5 апреля и 20 октября 1255) — сеньор Боже и Бресса, последний мужской представитель династии.
Сын и наследник Рено IV де Боже, умершего в 1251 году. Находился под покровительством и влиянием Филиппа Савойского — архиепископа Лиона.
Около 1254/1255 года женился на Дофине де Сен-Бонне (ум. 1287), дочери Жоссерана де Сен-Бонне, вдове Ги де Дама, виконта де Шалон. Вскоре после этого умер (между 5 апреля и 20 октября 1255 года).
Единственный ребёнок — дочь Симона (Сибилла) (1256—1294), родившаяся уже после смерти отца. В 1272 году вышла замуж за Амадея V Савойского, принеся в приданое все свои владения.